# 10 grandi successi
10 grandi successi è la quinta raccolta dei Matia Bazar, pubblicata dalla CGD su Long playing (catalogo CGD 20750), Musicassetta (30 CGD 20750) e CD (CDS 6085) nel 1988, anticipata dal singolo La prima stella della sera/Mi manchi ancora (1988).

## Descrizione
La dicitura 10 grandi successi - La prima stella della sera è riportata sulle copertine delle musicassette, mentre, per LP e CD, è stampata solo sulle etichette adesive applicate alle confezioni e mai direttamente sulla copertina, la quale reca soltanto il nome del gruppo, suggerendo quindi "Matia Bazar" come titolo del disco e, conseguentemente, un album eponimo (self titled album).
Catalogato tra le raccolte in quasi tutte le discografie, contiene, come inedito, il pezzo sanremese, pubblicato precedentemente solo come singolo. Per questo motivo, in alcune di esse l'album viene intitolato:
- Matia Bazar - La prima stella della sera
- Matia Bazar – Best. La prima stella della sera
- Matia Bazar – Best[4] (denominazione usata sul sito ufficiale).

## I brani
- La prima stella della sera - Inedito
Presentato dal gruppo al Festival di Sanremo 1988 e pubblicato in precedenza solo su singolo. La versione sull'album ha un'introduzione leggermente più lunga.
- Stasera... che sera! - Inedito
Versione dal vivo registrata a Olbia in Sardegna nel 1987, inserita, rimasterizzata nella raccolta Souvenir: The Very Best of Matia Bazar del 1998. La corrispondente versione studio si trova nell'album Matia Bazar 1 (1976).

## Tracce
L'anno indicato è quello di pubblicazione dell'album che contiene il brano.
Lato A
1. La prima stella della sera – 4:31 (testo: Aldo Stellita – musica: Sergio Cossu, Carlo Marrale) – Inedito su album
2. Vacanze romane – 4:15 (testo: Giancarlo Golzi – musica: Carlo Marrale) – 1983
3. Mi manchi ancora – 5:29 (testo: Aldo Stellita – musica: Antonella Ruggiero, Sergio Cossu) – 1987
4. Souvenir (versione album) – 4:36 (testo: Aldo Stellita – musica: Sergio Cossu, Carlo Marrale) – 1985
5. Noi (versione album) – 5:18 (testo: Aldo Stellita – musica: Sergio Cossu) – 1987

Lato B
1. Ti sento – 4:15 (testo: Aldo Stellita – musica: Sergio Cossu, Carlo Marrale) – 1985
2. Aristocratica – 4:55 (testo: Aldo Stellita – musica: Carlo Marrale) – 1984
3. Fantasia – 4:14 (testo: Giancarlo Golzi, Aldo Stellita – musica: Antonella Ruggiero, Carlo Marrale) – 1982
4. Il video sono io – 3:56 (testo: Giancarlo Golzi – musica: Antonella Ruggiero) – 1983
5. Stasera... che sera! (live) – 5:52 (testo: Aldo Stellita – musica: Piero Cassano, Carlo Marrale) – Inedito, 1987

## Formazione

### Gruppo
- Antonella Ruggiero - voce, percussioni
- Mauro Sabbione (A2, B3 e B4) - tastiere, voce
- Sergio Cossu (altre tracce eccetto B2) - tastiere
- Carlo Marrale - chitarre, voce
- Aldo Stellita - basso
- Giancarlo Golzi - batteria

### Altri musicisti
- Jacopo Jacopetti - sassofono tenore in B5